# Luddslemtryffel
Luddslemtryffel (Melanogaster tuberiformis) är en svampart som beskrevs av Corda 1831. Enligt Catalogue of Life ingår Luddslemtryffel i släktet Melanogaster,  och familjen Paxillaceae, men enligt Dyntaxa är tillhörigheten istället släktet Melanogaster,  och familjen slemtryfflar. Arten är reproducerande i Sverige. Inga underarter finns listade i Catalogue of Life.